# Гіллсборо-Біч (Флорида)
Гіллсборо-Біч (англ. Hillsboro Beach) — місто (англ. town) в США, в окрузі Бровард штату Флорида. Населення — 1987 осіб (2020).

## Географія
Гіллсборо-Біч розташоване за координатами 26°16′51″ пн. ш. 80°4′46″ зх. д. / 26.28083° пн. ш. 80.07944° зх. д. (26.280817, -80.079317).  За даними Бюро перепису населення США в 2010 році місто мало площу 3,77 км², з яких 0,95 км² — суходіл та 2,82 км² — водойми.

### Клімат
| Клімат : Гіллсборо-Біч  | Клімат : Гіллсборо-Біч | Клімат : Гіллсборо-Біч | Клімат : Гіллсборо-Біч | Клімат : Гіллсборо-Біч | Клімат : Гіллсборо-Біч | Клімат : Гіллсборо-Біч | Клімат : Гіллсборо-Біч | Клімат : Гіллсборо-Біч | Клімат : Гіллсборо-Біч | Клімат : Гіллсборо-Біч | Клімат : Гіллсборо-Біч | Клімат : Гіллсборо-Біч | Клімат : Гіллсборо-Біч |
| Показник                | Січ.                   | Лют.                   | Бер.                   | Квіт.                  | Трав.                  | Черв.                  | Лип.                   | Серп.                  | Вер.                   | Жовт.                  | Лист.                  | Груд.                  | Рік                    |
| Абсолютний максимум, °C | 32,2                   | 32,2                   | 33,3                   | 37,8                   | 37,2                   | 37,8                   | 38,3                   | 37,2                   | 37,2                   | 36,1                   | 35,6                   | 31,7                   | 38,3                   |
| Середній максимум, °C   | 24,4                   | 25,0                   | 26,7                   | 28,3                   | 30,6                   | 32,2                   | 33,3                   | 33,3                   | 32,8                   | 30,6                   | 27,8                   | 25,6                   | 29,2                   |
| Середній мінімум, °C    | 14,4                   | 14,4                   | 16,7                   | 18,9                   | 21,7                   | 23,3                   | 23,9                   | 23,9                   | 23,3                   | 21,7                   | 18,9                   | 16,1                   | 19,8                   |
| Абсолютний мінімум, °C  | −3,9                   | −6,1                   | 0,0                    | 4,4                    | 10,0                   | 4,4                    | 11,7                   | 15,0                   | 13,9                   | 6,7                    | 1,7                    | −2,2                   | −6,1                   |
| Норма опадів, мм        | 71                     | 72                     | 76                     | 86                     | 146                    | 186                    | 151                    | 176                    | 178                    | 146                    | 108                    | 62                     | 1457                   |
| ----------------------- | ---------------------- | ---------------------- | ---------------------- | ---------------------- | ---------------------- | ---------------------- | ---------------------- | ---------------------- | ---------------------- | ---------------------- | ---------------------- | ---------------------- | ---------------------- |
| Джерело:                |                        |                        |                        |                        |                        |                        |                        |                        |                        |                        |                        |                        |                        |

## Демографія
Згідно з переписом 2010 року, у місті мешкало 1875 осіб у 1132 домогосподарствах у складі 576 родин. Густота населення становила 498 осіб/км².  Було 2224 помешкання (590/км²).
Расовий склад населення:
| - 97,1 % — білих - 0,5 % — азіатів - 0,4 % — чорних або афроамериканців - 0,1 % — корінних американців - 1,0 % — осіб інших рас |

До двох чи більше рас належало 0,9 %. Частка іспаномовних становила 5,8 % від усіх жителів.
За віковим діапазоном населення розподілялося таким чином: 3,0 % — особи молодші 18 років, 40,8 % — особи у віці 18—64 років, 56,2 % — особи у віці 65 років та старші. Медіана віку мешканця становила 67,4 року. На 100 осіб жіночої статі у місті припадало 88,3 чоловіків;  на 100 жінок у віці від 18 років та старших — 88,1 чоловіків також старших 18 років.
Середній дохід на одне домашнє господарство  становив 112 619 доларів США (медіана — 70 139), а середній дохід на одну сім'ю — 151 098 доларів (медіана — 104 583). Медіана доходів становила 91 250 доларів для чоловіків та 44 926 доларів для жінок. За межею бідності перебувало 3,1 % осіб, у тому числі 0,0 % дітей у віці до 18 років та 3,4 % осіб у віці 65 років та старших.
Цивільне працевлаштоване населення становило 523 особи. Основні галузі зайнятості: науковці, спеціалісти, менеджери — 17,2 %, освіта, охорона здоров'я та соціальна допомога — 14,1 %, фінанси, страхування та нерухомість — 14,0 %.